# Convocazioni alla Volleyball Nations League femminile 2025
Elenco delle giocatrici convocate per la Volleyball Nations League 2025.

## Belgio
| N° | Nome               | Ruolo | Data di nascita   | Squadra         |
| -- | ------------------ | ----- | ----------------- | --------------- |
| -  | Kris Vansnick      | All   | 20 dicembre 1980  | Asterix Avo     |
| 1  | Saar Bertels       | O     | 21 febbraio 2006  | Asterix Avo     |
| 2  | Elise Van Sas      | P     | 1º agosto 1997    | Asterix Avo     |
| 3  | Britt Herbots      | S     | 24 settembre 1999 | Savino Del Bene |
| 4  | Nathalie Lemmens   | C     | 12 marzo 1995     | Dresdner        |
| 5  | Tea Radovic        | S     | 2 aprile 2007     | Bevo Roeselare  |
| 7  | Anna Koulberg      | C     | 17 agosto 2004    | Potsdam         |
| 8  | Lara Nagels        | P     | 3 giugno 1997     | Suhl            |
| 9  | Nel Demeyer        | L     | 21 marzo 2001     | Oudegem         |
| 10 | Pauline Martin     | O     | 4 settembre 2002  | MTV Stoccarda   |
| 12 | Charlotte Krenicky | P     | 29 giugno 2000    | MTV Stoccarda   |
| 16 | Noor Debouck       | L     | 9 giugno 2005     | Asterix Avo     |
| 18 | Britt Rampelberg   | L     | 5 giugno 2000     | Venelles        |
| 19 | Silke Van Avermaet | C     | 2 giugno 1999     | UYBA            |
| 20 | Britt Fransen      | C     | 22 gennaio 2002   | VDK Gent        |
| 22 | Liese Verhelst     | O     | 15 novembre 2007  | Vilvoorde       |
| 25 | Eline Van Elsen    | S     | 11 febbraio 2004  | VDK Gent        |

## Brasile
| N° | Nome                   | Ruolo | Data di nascita  | Squadra           |
| -- | ---------------------- | ----- | ---------------- | ----------------- |
| -  | José Roberto Guimarães | All   | 31 luglio 1954   | Türk Hava Yolları |
| 1  | Lanna Machado          | C     | 4 gennaio 2000   | Barueri           |
| 2  | Diana Alecrim          | C     | 22 febbraio 1999 | Türk Hava Yolları |
| 3  | Mácris Carneiro        | P     | 3 marzo 1989     | Praia Clube       |
| 4  | Lorena Viezel          | C     | 21 luglio 1999   | Sesi              |
| 5  | Aline Maestri          | S     | 16 novembre 2005 | Barueri           |
| 7  | Rosamaria Montibeller  | O     | 9 aprile 1994    | Denso Airybees    |
| 8  | Júlia Kudiess          | C     | 2 gennaio 2003   | Minas             |
| 9  | Roberta Ratzke         | P     | 28 aprile 1990   | Türk Hava Yolları |
| 10 | Gabriela Guimarães     | S     | 19 maggio 1994   | Imoco             |
| 11 | Luzia Nezzo            | C     | 17 marzo 2004    | Barueri           |
| 12 | Ana Cristina de Souza  | S     | 7 aprile 2004    | Fenerbahçe        |
| 14 | Érica Lima             | L     | 21 maggio 1996   | Minas             |
| 15 | Helena Hoengen         | S     | 11 febbraio 2005 | Sesi              |
| 16 | Kisy do Nascimento     | O     | 28 gennaio 2000  | Minas             |
| 17 | Júlia Bergmann         | S     | 21 febbraio 2001 | Türk Hava Yolları |
| 18 | Jheovana Sebastião     | O     | 10 gennaio 2001  | Barueri           |
| 19 | Tainara Santos         | O     | 9 marzo 2000     | Shanghai          |
| 22 | Laís Vasques           | L     | 12 febbraio 1996 | Sesi              |
| 30 | Marcelle da Silva      | L     | 2 febbraio 2002  | Fluminense        |

## Bulgaria
| N° | Nome                | Ruolo | Data di nascita   | Squadra                |
| -- | ------------------- | ----- | ----------------- | ---------------------- |
| -  | Antonina Zetova     | All   | 7 settembre 1973  | CSKA Sofia             |
| 1  | Iveta Stančulova    | S     | 11 agosto 1997    | CSKA Sofia             |
| 2  | Nasja Dimitrova     | C     | 6 novembre 1992   | Kuzeyboru              |
| 3  | Lora Slavčeva       | P     | 9 luglio 2001     | Marica                 |
| 4  | Marija Krivošijska  | C     | 9 giugno 2001     | PAOK                   |
| 6  | Margarita Gunčeva   | P     | 12 giugno 2006    | Marica                 |
| 7  | Lora Kitipova       | P     | 19 maggio 1991    | Rapid Bucarest         |
| 11 | Hristina Ruseva     | C     | 1º ottobre 1991   | Fenerbahçe             |
| 13 | Mila Paškuleva      | L     | 6 settembre 2003  | Marica                 |
| 16 | Elica Vasileva      | S     | 13 maggio 1990    | Fenerbahçe             |
| 17 | Radostina Marinova  | O     | 2 ottobre 1998    | Jakarta Livin Mandiri  |
| 18 | Darina Naneva       | C     | 10 settembre 2009 | Jedinstvo Stara Pazova |
| 19 | Aleksandra Milanova | S     | 4 luglio 2001     | Corona Brașov          |
| 20 | Iva Dudova          | O     | 11 febbraio 2006  | Marica                 |
| 21 | Galina Karabaševa   | L     | 6 agosto 2002     | Corona Brașov          |
| 23 | Mikaela Stojanova   | O     | 23 giugno 2005    | Levski Sofia           |
| 27 | Borislava Săjkova   | C     | 14 luglio 2000    | Marica                 |
| 28 | Merelin Nikolova    | O     | 17 maggio 2003    | Korea Expressway       |
| 31 | Emileta Račeva      | S     | 26 novembre 1998  | Újpest                 |
| 33 | Kaja Nikolova       | C     | 28 ottobre 2006   | Marica                 |
| 35 | Viktoria Ninova     | L     | 10 novembre 2007  | CSKA Sofia             |

## Canada
| N° | Nome                | Ruolo | Data di nascita   | Squadra             |
| -- | ------------------- | ----- | ----------------- | ------------------- |
| -  | Giovanni Guidetti   | All   | 20 settembre 1972 | VakıfBank           |
| 1  | Katerina Georgiadis | L     | 7 gennaio 2002    | CSU Bakersfield     |
| 2  | Delaney Watson      | L     | 24 novembre 2005  | Toronto             |
| 3  | Kiera Van Ryk       | O     | 6 gennaio 1999    | VakıfBank           |
| 5  | Julia Murmann       | L     | 10 novembre 2002  | Toronto             |
| 6  | Jazmine White       | C     | 14 dicembre 1993  | Levallois Paris     |
| 11 | Andrea Mitrovic     | S     | 3 giugno 1999     | Thông Tin           |
| 13 | Brie O'Reilly       | P     | 24 gennaio 1998   | Sesi                |
| 14 | Hilary Howe         | S     | 16 giugno 1998    | Aydın BB            |
| 16 | Abagayle Guezen     | S     | 28 settembre 2005 | Alberta             |
| 17 | Kacey Jost          | L     | 15 febbraio 2000  | PTSV Aachen         |
| 18 | Anna Smrek          | O     | 11 ottobre 2003   | Pro Victoria        |
| 19 | Emily Maglio        | C     | 13 novembre 1996  | Beşiktaş            |
| 20 | Lucy Borowski       | O     | 7 maggio 2003     | British Columbia    |
| 22 | Averie Allard       | P     | 21 aprile 1999    | Železničar Lajkovac |
| 26 | Quinn Pelland       | P     | 11 maggio 1999    | Haris               |
| 27 | Nyadholi Thokbuom   | C     | 9 giugno 2000     | Tchalou             |
| 28 | Raya Surinx         | S     | 5 settembre 2004  | Manitoba            |
| 37 | Jessica Andrews     | C     | 3 settembre 2003  | Bowling Green State |

## Cina
| N° | Nome          | Ruolo | Data di nascita   | Squadra  |
| -- | ------------- | ----- | ----------------- | -------- |
| -  | Zhao Yong     | All   | 15 marzo 1975     | Liaoning |
| 1  | Wu Mengjie    | S     | 10 settembre 2002 | Jiangsu  |
| 2  | Zhuang Yushan | S     | 28 aprile 2003    | Fujian   |
| 3  | Tang Xin      | S     | 21 maggio 2004    | Jiangsu  |
| 4  | Zou Jiaqi     | P     | 22 dicembre 2004  | Beijing  |
| 5  | Yin Xiaolan   | P     | 17 ottobre 2004   | Fujian   |
| 6  | Gong Xiangyu  | O     | 21 aprile 1997    | Jiangsu  |
| 7  | Wang Yuanyuan | C     | 14 luglio 1997    | Tianjin  |
| 8  | Wan Ziyue     | C     | 19 dicembre 2004  | Jiangsu  |
| 9  | Shan Linqian  | C     | 6 dicembre 2005   | Beijing  |
| 10 | Yang Shuming  | O     | 31 luglio 2008    | Shanghai |
| 11 | Fan Boning    | O     | 15 luglio 2006    | Jiangsu  |
| 13 | Dong Yuhan    | S     | 30 marzo 2006     | Beijing  |
| 15 | Chen Houyu    | C     | 8 ottobre 2005    | Shanghai |
| 16 | Wang Aoqian   | C     | 15 novembre 2007  | Shanghai |
| 17 | Ni Feifan     | L     | 14 febbraio 2001  | Jiangsu  |
| 18 | Wang Mengjie  | L     | 14 novembre 1995  | Beijing  |
| 23 | Zhang Zixuan  | P     | 15 agosto 2008    | Jiangsu  |

## Corea del Sud
| N° | Nome             | Ruolo | Data di nascita  | Squadra           |
| -- | ---------------- | ----- | ---------------- | ----------------- |
| -  | Fernando Morales | All   | 4 febbraio 1982  | Mets de Guaynabo  |
| 2  | Lee Ju-ah        | C     | 21 agosto 2000   | IBK Altos         |
| 3  | Kim Da-in        | P     | 15 ottobre 1998  | Hyundai Hillstate |
| 4  | Han Da-hye       | L     | 28 febbraio 1995 | AI Peppers        |
| 5  | Lee Jua          | S     | 12 luglio 2006   | GS Caltex Seoul   |
| 7  | Kim Da-eun       | P     | 1º luglio 2006   | Korea Expressway  |
| 10 | Park Sa-rang     | P     | 26 agosto 2003   | AI Peppers        |
| 11 | Yuk Seo-young    | S     | 9 giugno 2001    | IBK Altos         |
| 12 | Lee Da-hyeon     | C     | 11 novembre 2001 | Pink Spiders      |
| 13 | Kim Se-been      | C     | 16 giugno 2005   | Korea Expressway  |
| 14 | Jeong Yun-ju     | S     | 14 aprile 2003   | Pink Spiders      |
| 15 | Lee Seon-woo     | S     | 12 luglio 2002   | Red Sparks        |
| 17 | Jung Ho-young    | C     | 23 agosto 2001   | Red Sparks        |
| 47 | Han Su-jin       | L     | 2 luglio 1999    | GS Caltex Seoul   |
| 71 | Moon Ji-yun      | O     | 25 luglio 2000   | Pink Spiders      |
| 97 | Kang So-hwi      | S     | 18 luglio 1997   | Korea Expressway  |

## Francia
| N° | Nome                 | Ruolo | Data di nascita   | Squadra            |
| -- | -------------------- | ----- | ----------------- | ------------------ |
| -  | César Hernández      | All   | 24 ottobre 1977   | Neptunes de Nantes |
| 1  | Héléna Cazaute       | S     | 17 dicembre 1997  | Pro Victoria       |
| 3  | Amandine Giardino    | L     | 30 marzo 1995     | Neptunes de Nantes |
| 4  | Lauralee Blanc       | P     | 7 dicembre 2005   | Chamalières        |
| 6  | Marina Pezelj        | S     | 20 marzo 2006     | RC Cannes          |
| 7  | Iman Ndiaye          | O     | 13 gennaio 2002   | Sigorta Shop       |
| 9  | Nina Stojiljković    | P     | 1º settembre 1996 | Aydın BB           |
| 10 | Fatoumata Fanguedou  | C     | 27 giugno 2003    | Chamalières        |
| 11 | Lucille Gicquel      | O     | 13 novembre 1997  | Chieri '76         |
| 12 | Cyrielle Depié       | O     | 26 maggio 2007    | Levallois Paris    |
| 13 | Guewe Diouf          | S     | 15 giugno 2002    | UNI Opole          |
| 15 | Amandha Sylves       | C     | 29 dicembre 2000  | Pinerolo           |
| 21 | Éva Elouga           | C     | 14 ottobre 1999   | Venelles           |
| 35 | Énora Danard-Selosse | P     | 31 dicembre 2002  | Mulhouse           |
| 53 | Maéva Schalk         | S     | 14 dicembre 2005  | Volero Le Cannet   |
| 57 | Chloé Mayer          | C     | 28 luglio 1997    | Békéscsabai        |
| 63 | Émilie Respaut       | P     | 25 aprile 2003    | Venelles           |
| 75 | Auriane Biemel       | L     | 5 ottobre 1999    | Levallois Paris    |
| 88 | Amélie Rotar         | S     | 24 ottobre 2000   | Alba-Blaj          |
| 92 | Naomi Ngolongolo     | C     | 26 dicembre 2002  | Hermaea            |
| 98 | Sabine Haewegene     | S     | 9 maggio 1994     | Chamalières        |
| 99 | Juliette Gelin       | L     | 2 novembre 2001   | Pro Victoria       |

## Germania
| N° | Nome               | Ruolo | Data di nascita   | Squadra              |
| -- | ------------------ | ----- | ----------------- | -------------------- |
| -  | Giulio Bregoli     | All   | 11 settembre 1974 | Chieri '76           |
| 2  | Pia Kästner        | P     | 29 giugno 1998    | MTV Stoccarda        |
| 3  | Annie Cesar        | L     | 26 aprile 1997    | LOVB Omaha           |
| 4  | Anna Pogany        | L     | 21 luglio 1994    | LOVB Houston         |
| 5  | Corina Glaab       | P     | 25 maggio 2000    | Terville Florange    |
| 6  | Antonia Stautz     | S     | 15 dicembre 1993  | MTV Stoccarda        |
| 7  | Maria Tabacuks     | S     | 10 febbraio 2007  | Volero Le Cannet     |
| 9  | Lina Alsmeier      | S     | 29 giugno 2000    | AGIL                 |
| 10 | Lena Stigrot       | S     | 20 dicembre 1994  | Kurobe AquaFairies   |
| 12 | Hanna Orthmann     | S     | 3 ottobre 1998    | Türk Hava Yolları    |
| 13 | Emilia Weske       | O     | 26 marzo 2001     | Trentino             |
| 14 | Marie Schölzel     | C     | 1º agosto 1997    | Roma Club            |
| 15 | Romy Jatzko        | S     | 26 gennaio 2000   | Mulhouse             |
| 16 | Anastasia Cekulaev | C     | 1º luglio 2003    | Black Angels Perugia |
| 18 | Leana Grozer       | S     | 23 aprile 2007    | Schweriner           |
| 20 | Lena Kindermann    | O     | 27 luglio 1999    | Venelles             |
| 21 | Camilla Weitzel    | C     | 11 giugno 2000    | Megavolley           |
| 22 | Monique Strubbe    | C     | 5 luglio 2001     | Bergamo              |
| 23 | Sarah Straube      | P     | 26 aprile 2002    | Dresdner             |

## Giappone
| N° | Nome             | Ruolo | Data di nascita   | Squadra               |
| -- | ---------------- | ----- | ----------------- | --------------------- |
| -  | Ferhat Akbaş     | All   | 12 aprile 1986    | Eczacıbaşı            |
| 2  | Ayaka Araki      | C     | 2 settembre 2001  | SAGA Springs          |
| 3  | Haruyo Shimamura | C     | 4 marzo 1992      | Red Rockets Kawasaki  |
| 4  | Mayu Ishikawa    | S     | 14 maggio 2000    | AGIL                  |
| 6  | Nanami Seki      | P     | 12 giugno 1999    | Imoco                 |
| 7  | Tamaki Matsui    | P     | 10 gennaio 1998   | LOVB Salt Lake        |
| 8  | Manami Kojima    | L     | 7 novembre 1994   | LOVB Salt Lake        |
| 11 | Nichika Yamada   | C     | 24 febbraio 2000  | Red Rockets Kawasaki  |
| 12 | Satomi Fukudome  | L     | 23 novembre 1997  | Pro Victoria          |
| 13 | Yukiko Wada      | O     | 8 gennaio 2002    | Red Rockets Kawasaki  |
| 15 | Airi Miyabe      | C     | 29 luglio 1998    | Victorina Himeji      |
| 18 | Hitomi Shiode    | P     | 15 settembre 1999 | Osaka Marvelous       |
| 19 | Miiku Iwasawa    | L     | 13 ottobre 1999   | Saitama Ageo Medics   |
| 21 | Minami Nishimura | L     | 23 marzo 2000     | SAGA Springs          |
| 22 | Tsukasa Nakagawa | P     | 13 agosto 2000    | Red Rockets Kawasaki  |
| 23 | Haruna Kawabata  | L     | 8 febbraio 2001   | Denso Airybees        |
| 24 | Rui Nonaka       | O     | 3 agosto 2001     | Astemo Rivale Ibaraki |
| 26 | Yoshino Sato     | S     | 12 novembre 2001  | Red Rockets Kawasaki  |
| 28 | Megumi Fukazawa  | S     | 17 aprile 2003    | SAGA Springs          |
| 30 | Ayane Kitamado   | S     | 6 luglio 2004     | SAGA Springs          |
| 33 | Miku Akimoto     | S     | 18 agosto 2006    | Victorina Himeji      |
| 35 | Mana Nishizaki   | L     | 1º maggio 2002    | Osaka Marvelous       |

## Italia
| N° | Nome                | Ruolo | Data di nascita   | Squadra         |
| -- | ------------------- | ----- | ----------------- | --------------- |
| -  | Julio Velasco       | All   | 9 febbraio 1952   | -               |
| 1  | Anna Gray           | C     | 15 novembre 1996  | Chieri '76      |
| 2  | Alice Degradi       | S     | 10 aprile 1996    | Megavolley      |
| 3  | Carlotta Cambi      | P     | 28 maggio 1996    | Pinerolo        |
| 6  | Monica De Gennaro   | L     | 8 gennaio 1987    | Imoco           |
| 7  | Eleonora Fersino    | L     | 24 gennaio 2000   | AGIL            |
| 8  | Alessia Orro        | P     | 18 luglio 198     | Pro Victoria    |
| 10 | Benedetta Sartori   | C     | 14 aprile 2001    | UYBA            |
| 11 | Anna Danesi         | C     | 20 aprile 1996    | Pro Victoria    |
| 14 | Linda Nwakalor      | C     | 17 settembre 2002 | Savino Del Bene |
| 16 | Stella Nervini      | S     | 10 settembre 2003 | Firenze         |
| 17 | Myriam Sylla        | S     | 8 gennaio 1995    | Pro Victoria    |
| 18 | Paola Egonu         | O     | 18 dicembre 1998  | Pro Victoria    |
| 19 | Sarah Fahr          | C     | 12 settembre 2001 | Imoco           |
| 20 | Chidera Eze         | P     | 2 settembre 2003  | Talmassons      |
| 21 | Loveth Omoruyi      | S     | 25 agosto 2002    | Chieri '76      |
| 22 | Gaia Giovannini     | S     | 17 dicembre 2001  | Megavolley      |
| 24 | Ekaterina Antropova | O     | 19 marzo 2003     | Savino Del Bene |
| 32 | Adhuoljok Malual    | O     | 14 novembre 2000  | Firenze         |

## Paesi Bassi
| N° | Nome                | Ruolo | Data di nascita  | Squadra            |
| -- | ------------------- | ----- | ---------------- | ------------------ |
| -  | Felix Koslowski     | All   | 18 marzo 1984    | Schweriner         |
| 2  | Marije Ten Brinke   | C     | 19 aprile 2004   | Münster            |
| 3  | Hester Jasper       | S     | 7 maggio 2001    | PAOK               |
| 8  | Suus Gerritsen      | C     | 7 ottobre 2005   | Dynamo Apeldoorn   |
| 10 | Sarah van Aalen     | P     | 21 gennaio 2000  | Chieri '76         |
| 11 | Hyke Lyklema        | P     | 14 ottobre 2002  | PTSV Aachen        |
| 13 | Nicole van de Vosse | O     | 16 giugno 2004   | PTSV Aachen        |
| 16 | Indy Baijens        | C     | 4 febbraio 2001  | Firenze            |
| 17 | Iris Vos            | S     | 15 ottobre 2002  | Asterix Avo        |
| 19 | Nika Daalderop      | S     | 29 novembre 1998 | Pro Victoria       |
| 20 | Helena Kok          | S     | 17 luglio 2004   | Dynamo Apeldoorn   |
| 21 | Britte Stuut        | C     | 11 gennaio 2003  | Schweriner         |
| 22 | Sanne Konijnenberg  | P     | 30 agosto 2004   | Dynamo Apeldoorn   |
| 24 | Susan Schut         | S     | 28 marzo 2003    | PTSV Aachen        |
| 25 | Florien Reesink     | L     | 9 giugno 1998    | MTV Stoccarda      |
| 26 | Elles Dambrink      | O     | 22 giugno 2003   | Schweriner         |
| 28 | Jette Kuipers       | S     | 27 luglio 2002   | Suhl               |
| 29 | Roos Wessels        | C     | 2 febbraio 2006  | Apollo 8           |
| 30 | Laura Jansen        | S     | 18 gennaio 2001  | Neptunes de Nantes |
| 33 | Danique Hamming     | L     | 15 agosto 2001   | Sudosa-Desto       |

## Polonia
| N° | Nome                    | Ruolo | Data di nascita   | Squadra            |
| -- | ----------------------- | ----- | ----------------- | ------------------ |
| -  | Stefano Lavarini        | All   | 17 gennaio 1979   | Pro Victoria       |
| 1  | Aleksandra Gryka        | C     | 6 febbraio 2000   | BKS                |
| 3  | Magdalena Stysiak       | O     | 3 dicembre 2000   | Fenerbahçe         |
| 5  | Agnieszka Kąkolewska    | C     | 17 ottobre 1994   | Developres Rzeszów |
| 8  | Julita Piasecka         | S     | 25 settembre 2002 | BKS                |
| 11 | Martyna Łukasik         | S     | 26 novembre 1999  | Imoco              |
| 12 | Aleksandra Szczygłowska | L     | 22 marzo 1998     | Developres Rzeszów |
| 13 | Dominika Pierzchała     | C     | 11 marzo 2003     | Chemik Police      |
| 15 | Martyna Czyrniańska     | S     | 13 ottobre 2003   | Bahçelievler       |
| 16 | Sonia Stefanik          | C     | 8 ottobre 2002    | ŁKS                |
| 17 | Malwina Smarzek         | O     | 3 giugno 1996     | Pinerolo           |
| 18 | Justyna Łysiak          | L     | 20 gennaio 1999   | Budowlani Łódź     |
| 19 | Weronika Centka         | C     | 6 settembre 2000  | Developres Rzeszów |
| 21 | Alicja Grabka           | P     | 9 maggio 1998     | Budowlani Łódź     |
| 24 | Paulina Damaske         | S     | 1º giugno 2001    | Budowlani Łódź     |
| 26 | Katarzyna Wenerska      | P     | 9 marzo 1993      | Developres Rzeszów |
| 30 | Olivia Różański         | S     | 5 giugno 1997     | Beşiktaş           |
| 95 | Magdalena Jurczyk       | C     | 28 ottobre 1995   | Developres Rzeszów |

## Rep. Ceca
| N° | Nome                   | Ruolo | Data di nascita  | Squadra                 |
| -- | ---------------------- | ----- | ---------------- | ----------------------- |
| -  | Giannīs Athanasopoulos | All   | 24 agosto 1978   | Vasas                   |
| 1  | Ema Kneiflová          | C     | 22 giugno 2002   | Marcq-en-Barœul         |
| 3  | Elen Jedličková        | C     | 1º dicembre 2005 | Ostrava                 |
| 4  | Silvie Pavlová         | C     | 20 maggio 1997   | Dukla Liberec           |
| 5  | Eva Svobodová          | S     | 6 maggio 1997    | Bordeaux-Mérignac       |
| 6  | Helena Havelková       | S     | 25 luglio 1988   | Cangrejeras de Santurce |
| 7  | Magdalena Bukovská     | S     | 28 aprile 2003   | Venelles                |
| 8  | Ela Koulisiani         | C     | 1º ottobre 2002  | Venelles                |
| 9  | Daniela Digrinová      | L     | 19 ottobre 2000  | Tchalou                 |
| 10 | Kateřina Valková       | P     | 6 febbraio 1996  | Alba-Blaj               |
| 11 | Veronika Dostálová     | L     | 7 aprile 1992    | Olymp Praha             |
| 14 | Lucie Kolářová         | L     | 2 settembre 2000 | Dukla Liberec           |
| 15 | Magdaléna Jehlářová    | C     | 16 gennaio 2000  | LOVB Atlanta            |
| 16 | Michaela Mlejnková     | S     | 26 luglio 1996   | Bergamo 1991            |
| 17 | Klára Faltínová        | S     | 23 dicembre 1997 | Kalisz                  |
| 20 | Květa Grabovská        | P     | 29 maggio 2002   | Azərreyl                |
| 25 | Monika Brancuská       | O     | 19 novembre 2004 | Olymp Praha             |
| 28 | Bára Rejmanová         | S     | 9 marzo 2008     | Olymp Praha             |

## Rep. Dominicana
| N° | Nome               | Ruolo | Data di nascita   | Squadra               |
| -- | ------------------ | ----- | ----------------- | --------------------- |
| -  | Marcos Kwiek       | All   | 16 agosto 1967    | -                     |
| 1  | Cándida Arias      | C     | 11 marzo 1992     | Deportivo Géminis     |
| 2  | Yaneirys Rodríguez | L     | 26 giugno 2000    | -                     |
| 3  | Florangel Terrero  | C     | 3 gennaio 2003    | Deportivo Géminis     |
| 6  | Ariana Rodríguez   | P     | 3 novembre 2005   | Miami (Florida)       |
| 7  | Niverka Marte      | P     | 19 ottobre 1990   | AEK Atene             |
| 8  | Alondra Tapia      | O     | 19 maggio 2004    | Lokomotiv Kaliningrad |
| 10 | Flormarie Heredia  | S     | 21 ottobre 2002   | Miami (Florida)       |
| 11 | Geraldine González | C     | 18 aprile 2002    | Herceg Novi           |
| 13 | Massiel Matos      | S     | 16 aprile 1998    | Fluminense            |
| 16 | Yonkaira Peña      | S     | 10 maggio 1993    | Minas                 |
| 18 | Camila de la Rosa  | P     | 2 luglio 2001     | -                     |
| 19 | Selanny Puente     | C     | 4 agosto 2005     | UNC Charlotte         |
| 20 | Brayelin Martínez  | S     | 11 settembre 1996 | Dinamo-Ak Bars        |
| 21 | Jineiry Martínez   | C     | 3 dicembre 1997   | Liaoning              |
| 22 | Samaret Caraballo  | S     | 8 luglio 1999     | Békéscsabai           |
| 23 | Gaila González     | O     | 22 giugno 1997    | Dinamo-Ak Bars        |
| 25 | Larysmer Martínez  | L     | 18 ottobre 1996   | -                     |

## Serbia
| N° | Nome              | Ruolo | Data di nascita   | Squadra             |
| -- | ----------------- | ----- | ----------------- | ------------------- |
| -  | Zoran Terzić      | All   | 9 luglio 1966     | Dinamo-Ak Bars      |
| 2  | Katarina Lazović  | S     | 12 settembre 1999 | Galatasaray         |
| 3  | Minja Osmajić     | C     | 12 febbraio 2003  | Victorina Himeji    |
| 8  | Slađana Mirković  | P     | 7 ottobre 1995    | Roma Club           |
| 11 | Hena Kurtagić     | C     | 27 agosto 2004    | Pro Victoria        |
| 12 | Teodora Pušić     | L     | 12 marzo 1993     | Partizan            |
| 14 | Maja Aleksić      | C     | 6 giugno 1997     | AGIL                |
| 15 | Aleksandra Uzelac | S     | 27 luglio 2004    | Zeren               |
| 16 | Aleksandra Jegdić | L     | 9 ottobre 1994    | Rapid Bucarest      |
| 18 | Tijana Bošković   | O     | 8 marzo 1997      | Eczacıbaşı          |
| 19 | Bojana Milenković | S     | 6 marzo 1997      | Nilüfer             |
| 20 | Jovana Zelenović  | O     | 13 giugno 2004    | Železničar Lajkovac |
| 24 | Ljubica Milojević | C     | 13 febbraio 1992  | Târgoviște          |
| 25 | Nina Čajić        | S     | 28 agosto 2001    | Indy Ignite         |
| 26 | Maša Kirov        | C     | 16 agosto 2005    | Volero Le Cannet    |
| 27 | Vanja Bukilić     | O     | 13 giugno 1999    | Red Sparks          |
| 28 | Marija Miljević   | P     | 9 luglio 1998     | Lugoj               |
| 30 | Rada Perović      | P     | 13 aprile 2001    | Megavolley          |
| 32 | Bojana Gočanin    | L     | 25 settembre 2002 | TENT                |
| 34 | Branka Tica       | S     | 23 agosto 2003    | Uraločka            |
| 35 | Mina Mijatović    | S     | 16 ottobre 2001   | TENT                |
| 40 | Vanja Ivanović    | S     | 22 ottobre 2004   | Železničar Lajkovac |

## Stati Uniti
| N° | Nome                     | Ruolo | Data di nascita   | Squadra               |
| -- | ------------------------ | ----- | ----------------- | --------------------- |
| -  | Erik Sullivan            | All   | 9 agosto 1972     | Texas                 |
| 2  | Jordyn Poulter           | P     | 31 luglio 1997    | LOVB Salt Lake        |
| 3  | Avery Skinner            | S     | 25 aprile 1999    | Chieri '76            |
| 6  | Morgan Hentz             | L     | 27 luglio 1998    | Atlanta Vibe          |
| 7  | Alexis Rodriguez         | L     | 11 marzo 2003     | LOVB Omaha            |
| 8  | Brionne Butler           | C     | 29 gennaio 1999   | Astemo Rivale Ibaraki |
| 9  | Madisen Skinner          | O     | 1º luglio 2001    | LOVB Austin           |
| 11 | Taylor Mims              | O     | 8 agosto 1997     | AGIL                  |
| 13 | Amber Igiede             | C     | 8 gennaio 2001    | LOVB Houston          |
| 14 | Annamarie Dodson         | C     | 5 luglio 2001     | Cuneo Granda          |
| 15 | Rachel Fairbanks         | P     | 5 luglio 2003     | LOVB Atlanta          |
| 16 | Dana Rettke              | C     | 21 gennaio 1999   | Eczacıbaşı            |
| 17 | Zoe Fleck                | L     | 29 settembre 2000 | LOVB Austin           |
| 18 | Asjia O'Neal             | C     | 23 ottobre 1999   | LOVB Austin           |
| 19 | Khalia Lanier            | S     | 19 settembre 1998 | Imoco                 |
| 20 | Danielle Cuttino         | O     | 22 giugno 1996    | LOVB Atlanta          |
| 21 | Veronica Jones           | S     | 20 gennaio 1997   | LOVB Salt Lake        |
| 22 | Sarah Franklin           | S     | 27 febbraio 2002  | LOVB Madison          |
| 24 | Olivia Babcock           | O     | 28 giugno 2005    | Pittsburgh            |
| 25 | Tia Jimerson             | C     | 30 giugno 1999    | LOVB Atlanta          |
| 27 | Ella Powell              | P     | 19 luglio 2000    | Neptunes de Nantes    |
| 28 | Logan Lednicky           | O     | 21 giugno 2004    | Texas A&M             |
| 29 | Mallory McCage           | C     | 2 febbraio 1994   | LOVB Austin           |
| 32 | Saige Ka'aha'aina-Torres | P     | 30 luglio 2000    | LOVB Austin           |
| 33 | Logan Eggleston          | S     | 13 novembre 2000  | LOVB Austin           |
| 34 | Stephanie Samedy         | O     | 27 settembre 1998 | SAGA Springs          |
| 43 | Serena Gray              | C     | 21 gennaio 2000   | LOVB Salt Lake        |

## Thailandia
| N° | Nome                         | Ruolo | Data di nascita  | Squadra              |
| -- | ---------------------------- | ----- | ---------------- | -------------------- |
| -  | Kiattipong Radchatagriengkai | All   | 17 luglio 1966   | -                    |
| 1  | Kalyarat Khamwong            | L     | 8 giugno 2005    | Nakhon Ratchasima    |
| 2  | Piyanut Pannoy               | L     | 10 novembre 1989 | LOVB Atlanta         |
| 3  | Pornpun Guedpard             | P     | 5 maggio 1993    | Orlando Valkyries    |
| 4  | Donphon Sinpho               | S     | 21 giugno 2004   | Aranmare Yamagata    |
| 5  | Thatdao Nuekjang             | C     | 3 febbraio 1994  | PFU BlueCats Kahoku  |
| 6  | Warisara Seetaloed           | S     | 31 ottobre 2005  | Supreme Chonburi     |
| 9  | Jidapa Nahuanong             | L     | 22 febbraio 2002 | Murov                |
| 11 | Sasipaporn Janthawisut       | S     | 10 giugno 1997   | Nakhon Ratchasima    |
| 12 | Hattaya Bamrungsuk           | C     | 12 agosto 1993   | Queenseis Kariya     |
| 13 | Kanokporn Sangthong          | P     | 28 marzo 2005    | Supreme Chonburi     |
| 14 | Kuttika Kaewpin              | S     | 16 agosto 1994   | Supreme Chonburi     |
| 15 | Natthanicha Jaisaen          | P     | 21 maggio 1998   | PFU BlueCats Kahoku  |
| 16 | Pimpichaya Kokram            | O     | 16 giugno 1998   | Schweriner           |
| 18 | Ajcharaporn Kongyot          | S     | 18 giugno 1995   | Red Rockets Kawasaki |
| 19 | Chatchu-on Moksri            | S     | 6 novembre 1999  | Victorina Himeji     |
| 21 | Thanacha Sooksod             | O     | 26 maggio 2000   | Korea Expressway     |
| 24 | Kanyarat Kunmuang            | C     | 14 ottobre 2002  | Supreme Chonburi     |
| 29 | Wimonrat Thanaphan           | C     | 2 aprile 2002    | Gunma Green Wings    |

## Turchia
| N° | Nome               | Ruolo | Data di nascita   | Squadra               |
| -- | ------------------ | ----- | ----------------- | --------------------- |
| -  | Daniele Santarelli | All   | 8 giugno 1981     | Imoco                 |
| 1  | Gizem Örge         | L     | 26 aprile 1993    | Fenerbahçe            |
| 2  | Simge Aköz         | L     | 23 aprile 1991    | Eczacıbaşı            |
| 3  | Cansu Özbay        | P     | 17 ottobre 1996   | VakıfBank             |
| 4  | Melissa Vargas     | O     | 16 ottobre 1999   | Fenerbahçe            |
| 6  | Saliha Şahin       | S     | 5 novembre 1998   | Beşiktaş              |
| 7  | Hande Baladın      | S     | 1º settembre 1997 | Eczacıbaşı            |
| 8  | Sinead Jack        | C     | 8 novembre 1993   | Eczacıbaşı            |
| 9  | Meliha İsmailoğlu  | S     | 15 giugno 1999    | Galatasaray           |
| 10 | Ayçin Akyol        | C     | 17 settembre 1993 | Fenerbahçe            |
| 11 | Derya Cebecioğlu   | S     | 24 ottobre 2000   | VakıfBank             |
| 12 | Elif Şahin         | P     | 19 gennaio 2001   | Eczacıbaşı            |
| 13 | Dilay Özdemir      | P     | 15 agosto 2005    | Beşiktaş              |
| 15 | Deniz Uyanık       | C     | 25 giugno 2001    | VakıfBank             |
| 16 | Berka Özden        | C     | 16 aprile 2004    | Aydın BB              |
| 18 | Zehra Güneş        | C     | 7 luglio 1999     | VakıfBank             |
| 19 | Aslı Kalaç         | C     | 13 dicembre 1995  | Fenerbahçe            |
| 20 | Yaprak Erkek       | S     | 2 settembre 2001  | Eczacıbaşı            |
| 21 | Ayşe Çürük         | S     | 4 ottobre 2001    | Kuzeyboru             |
| 23 | Eylül Akarçeşme    | L     | 1º ottobre 1999   | Galatasaray           |
| 41 | Alexia Căruțașu    | O     | 10 giugno 2003    | Galatasaray           |
| 99 | Ebrar Karakurt     | O     | 17 gennaio 2000   | Lokomotiv Kaliningrad |